# Nanorana huangi
Nanorana huangi — вид жаб родини Dicroglossidae. Описаний у 2023 році.

## Етимологія
Вид названо на честь китайського герпетолога Юн-Чжао Гуана (нар. 1939) за його внесок у дослідження герпетологічної таксономії на Цинхай-Тибетському плато. Видовий номен «гуан» також означає «жовтий» китайською мовою, що також відноситься до черевного забарвлення цього виду.

## Поширення
Ендемік Китаю. Поширений у горах Гендуаншань на півдні країни.

## Опис
Вид можна відрізнити від подібних за такими ознаками: середній розмір тіла 31,3–40,6 мм у дорослих самців, 39,2–48,1 мм у дорослих самиць; відсутність підсуглобових горбків на пальцях, з надлишковими горбками під основою пальців, невеликими, але чіткими; наявність темних плям на спині без блідих країв, зазвичай кремово-жовте вентральне тіло, яскраво-жовті вентральні кінцівки; невеликий, але помітний тимпан; гомілково-тарзальний суглоб, який досягає барабанної перетинки або плеча, коли задні кінцівки притиснуті вперед до тіла; довжина голови перевищує 30 % довжини тіла.